# Ágios Nikólaos (Réthymnon)
Pour les articles homonymes, voir Agios Nikolaos.
Ágios Nikólaos, en grec moderne : Άγιος Νικόλαος, est un village du dème de Réthymnon, en Crète, en Grèce. Selon le recensement de 2011, la population d'Ágios Nikólaos compte 136 habitants. Le village est situé à une altitude de 60 m.

## Recensements de la population
| Recensements | 1928 | 1940 | 1951 | 1961 | 1971 | 1981 | 1991 | 2001 | 2011 |
| ------------ | ---- | ---- | ---- | ---- | ---- | ---- | ---- | ---- | ---- |
| Population   | 68   | 77   | 109  | 93   | 78   | 80   | 100  | -    | 136  |